# ムーロ・レッチェーゼ
ムーロ・レッチェーゼ（イタリア語: Muro Leccese）は、イタリア共和国プッリャ州レッチェ県にある、人口約4,900人の基礎自治体（コムーネ）。

## 地理

### 位置・広がり

#### 隣接コムーネ
隣接するコムーネは以下の通り。
- ジュッジャネッロ
- マーリエ
- パルマリッジ
- サナーリカ
- スコッラーノ